# Doliște, Varna
Doliște (în bulgară Долище) este un sat în comuna Aksakovo, regiunea Varna,  Bulgaria. 

## Demografie
Componența etnică a satului Doliște
     Turci (1,61%)
     Bulgari (93,81%)
     Nicio identificare (1,88%)
     Altele (2,68%)
La recensământul din 2011, populația satului Doliște era de 372 locuitori. Din punct de vedere etnic, majoritatea locuitorilor (93,81%) erau bulgari, cu o minoritate de turci (1,61%). Pentru 1,88% din locuitori nu este cunoscută apartenența etnică.